# Taenaris meeki
Taenaris meeki är en fjärilsart som beskrevs av Rothschild 1916. Taenaris meeki ingår i släktet Taenaris och familjen praktfjärilar. Inga underarter finns listade i Catalogue of Life.